# رولف الكسندر ويلهلم
رولف الكسندر ويلهلم (بالألمانية: Rolf Alexander Wilhelm)‏ (و. 1927 – 2013 م) هو ملحن، وموزع، ومؤلفو موسيقى تصويرية ألماني، ولد في ميونخ، توفي في ميونخ، عن عمر يناهز 86 عاماً.

## جوائز
حصل على جوائز منها:
- وسام الصليب من رتبة استحقاق من جمهورية ألمانيا الاتحادية (1993)
- جائزة الشاعرة البافارية [الإنجليزية]‏ (1992)

## وصلات خارجية
- رولف الكسندر ويلهلم على موقع IMDb (الإنجليزية)
- رولف الكسندر ويلهلم على موقع ألو سيني (الفرنسية)
- رولف الكسندر ويلهلم على موقع ميوزك برينز (الإنجليزية)
- رولف الكسندر ويلهلم على موقع قاعدة بيانات الأفلام السويدية (السويدية)
- رولف الكسندر ويلهلم على موقع أول ميوزيك (الإنجليزية)
- رولف الكسندر ويلهلم على موقع ديسكوغز (الإنجليزية)
- رولف الكسندر ويلهلم على موقع قاعدة بيانات الفيلم (الإنجليزية)
- رولف الكسندر ويلهلم على موقع كينوبويسك (الروسية)

- رولف الكسندر ويلهلم في قاعدة بيانات الأفلام على الإنترنت